# Sociedade Desportiva Serra Futebol Clube
Sociedade Desportiva Serra Futebol Clube, mais conhecido como Serra, é um clube de futebol brasileiro da cidade da Serra, no estado do Espírito Santo. Fundado em 1930, o clube passou 67 anos no futebol amador, profissionalizando-se somente no ano de 1997. Disputa o Campeonato Capixaba, onde é o recordista de títulos no século XXI com cinco, além de mais um vencido em 1999. Suas cores são vermelho, branco e preto. 

## História

### Fundação do Serra Futebol Clube e a era amador
Por volta de 1928, o futebol já era praticado em todo Brasil. Nos centros mais desenvolvidos as competições eram regidas por federações ou ligas autônomas. Com a filosofia de "amor a camisa" um grupo de atletas que promoviam peladas esporádicas resolveram organizar um time de futebol para representar a Serra para além das fronteiras do município. Foi somente no dia 24 de junho de 1930 os abnegados desportistas serranos Antonio Lisboa do Nascimento, Alceu Nascimento, José Câncio de Leão Borges, Flodoaldo Borges Miguel, Luiz Ramos Miranda, Theotonio da Costa Pereira, Alcino da Costa Pereira, Alcides Xavier e João Vieira Amorim conseguiram fundar o SERRA FUTEBOL CLUBE.
O clube viveu 67 anos como time amador, conquistando grande notoriedade dentro do município serrano e muitas conquistas dentro e fora de campo. No ano de 1954 o clube recebeu de doação do então prefeito um prédio no centro do município onde funcionaria até meados dos anos 2000 a sua sede social. Em 1973 o clube adquiri o terreno onde hoje é o estádio Robertão, até a década de 1990 o estádio era chamado de campo da mulemba e foi então que recebeu o nome de Roberto Siqueira Costa. Nos anos 1980 o Serra viveu um período de auge dentro do futebol do município, o time faturou os títulos do supercampeonato serrano nos anos de 1985-1987-1989 e seu principal rival na época era o MEC (Municipal Esporte Clube), contra o qual fazia o grande clássico da cidade. 
Ainda são muitos resquícios as informações sobre a história do clube no período amador. É preciso uma pesquisa mais profunda para se conhecer melhor a história do clube serrano.

### Profissionalização e o primeiro título na era profissional
Em 1997, quando disputou seu primeiro campeonato profissional: a Segunda Divisão do Campeonato Capixaba. A estreia do clube no futebol profissional foi no dia 31 de agosto de 1997, quando goleou o Botafogo de Jaguaré em casa por 6 a 0. O clube tricolor se classificou em primeiro no grupo e se garantiu na fase final, onde se classificou em segundo, juntamente com o Mimosense. Na final derrotou o time de Mimoso do Sul e foi campeão pela primeira vez. No ano de 1998 o Serra disputou pela primeira vez a Primeira Divisão do Campeonato Capixaba, fazendo uma campanha regular, terminando o campeonato na sexta colocação.

### 1999: Campeão capixaba e a Série C do Brasileiro
Em 1999 o Serra viveria o melhor momento da sua história, o clube liderado pelo atacante Betinho conquistava o inédito Campeonato Capixaba, título que deu início à ascensão do clube no cenário capixaba, que culminaria com a bela campanha na Série C do Brasileiro daquele mesmo ano - quando o tricolor serrano conseguiu o acesso para a Série B e venceu o Fluminense no Maracanã por 2 a 1 com gols de Joelson e Agnaldo. O Serra é o único clube do estado que venceu até hoje no Maracanã.
O Capixabão de 1999 começou com um favorito: o São Mateus, que havia sido vice-campeão em 1994, 1997 e 1998, o Serra terminou na segunda colocação da primeira fase, seis pontos atrás dos mateenses. No primeiro jogo do Quadrangular Final, empate em São Mateus: 0 a 0. No segundo, no Estádio Engenheiro Araripe, vitória em cima do Rio Branco por 2 a 0. Em seguida, também em Jardim América, triunfo sobre o Linhares por 1 a 0. Após empate em 2 a 2 com o Linhares, na "Terra do Cacau", bastaria ao Serra uma vitória para ser campeão. Na noite de quinta-feira, dia 15 de julho de 1999, a torcida da Serra-Sede invadiu por completo o Engenheiro Araripe e fez uma festa inesquecível para a partida diante do São Mateus, a penúltima da fase final. O Serra atacou o jogo todo, até conseguir o gol solitário que lhe valeu o inédito título. Betinho, no segundo tempo foi o autor do tento decisivo e deu início à festa cobra-coral. O time tinha como principal estrela o experiente meia Geovani, já em final de carreira, mas com a categoria de sempre. Na frente, o matador Betinho, na cabeça-de-área, Juninho era a referência. E, na zaga, Silvério era o cão de guarda. Havia também as promessas que começavam a despontar, como Aílson e Joelson.
Além da alegria de conquistar o Capixabão pela primeira vez, a torcida serrana teve mais motivos para comemorar: o clube ficou na terceira colocação do Campeonato Brasileiro da série C. O time cobra-coral marcou 32 gols em 22 jogos, dos quais venceu doze jogos. O Serra na verdade foi vice-campeão naquele Brasileiro ficando atrás somente do Fluminense, o clube porém foi penalizado com a perda de três pontos por escalar um jogador de forma irregular na partida em que venceu o Náutico por 1 a 0 no Engenheiro Araripe no dia 20 de dezembro, os pontos foram dados ao time pernambucano, ficando o Serra assim com a terceira colocação no quadrangular final.

### Anos 2000: Campeão da Década
No ano 2000 o Serra ficou com o vice-campeonato do Capixabão, perdendo a final para a Desportiva Ferroviária pelo placar de 3 a 0. O clube também disputou pela primeira vez a Copa do Brasil, perdendo para o Santos por 3 a 0 no Engenheiro Araripe eliminando assim o jogo da volta. Em 2000 o clube também disputou a conturbada e confusa Copa João Havelange (correspondente ao Campeonato Brasileiro), o Serra participou do Módulo Amarelo, correspondente à Série B, onde acabou ficando na 17º posição entre os 36 clubes e aplicou a maior goleada do torneio: 6 a 0 na Desportiva no Engenheiro Araripe.
Em 2001, o Serra terminou foi semifinalista da Copa Centro-Oeste.
Em 2003 volta a conquistar o Capixabão ao derrotar, de virada, o Estrela do Norte por 2 a 1 no Estádio Robertão, o Serra fez a festa, conquistando seu segundo título da primeira divisão. Preto e Evaldo fizeram os gols do Tricolor Serrano, descontando Joílson para os cachoeirenses. No final do jogo, a torcida invadiu o gramado para comemorar e dar a volta olímpica com os jogadores. Em 2003 o Serra também conquistou o Campeonato Capixaba de juniores.
Em 2004 o Serra conquista o seu terceiro título estadual, o segundo consecutivo depois de uma goleada de 4 a 0 sobre o CTE Colatina, conquistando por antecipação o título de bicampeão invicto do Capixabão. Ao vencer o turno e returno, o time serrano colocou um ponto final no campeonato, descartando a realização do Quadrangular Final. Pela Copa do Brasil o Serra enfrentou o América Mineiro, do jovem centroavante Fred, e perdeu de 4 a 1 no Estádio do Bambu em Aracruz, sendo eliminado sem a necessidade do jogo de volta. No Brasileiro da Série C daquele ano o Serra ficou na 19ª colocação, em um campeonato que teve a participação de 60 clubes.
Em 2005 o Serra entraria para a história do futebol capixaba ao igualar o feito de Rio Branco, Desportiva e Santo Antônio ao conquistar o seu terceiro título estadual consecutivo, o quarto de sua história. O tricolor disputou a final do estadual daquele ano contra o Estrela do Norte, no primeiro jogo, em Cachoeiro de Itapemirim, deu Estrela por 3 a 2. No jogo de volta no dia 25 de junho no Robertão lotado, o Serra perdia por 2 a 1 até os 33 minutos do segundo tempo quando Índio empatou para o time serrano, dois minutos depois Alex Passos virava para o tricolor, e aos 45 minutos com gol do artilheiro Betinho, o Serra fechava o caixão estrelense, 4 a 2, conquistando assim o quarto Capixabão.
Na Copa do Brasil o Tricolor serrano enfrentou o Brasiliense, empatando o primeiro jogo em 2 a 2 no Robertão, forçando pela primeira vez nesta competição o jogo de volta. No segundo jogo, perdeu por 4 a 2 em Brasília, sendo assim eliminado da competição. Já na Série C o Serra ficou na 22ª posição, 63 clubes participaram do campeonato.
No Capixabão de 2006 o Serra só ficou na sexta colocação da competição e pela Copa do Brasil foi eliminado logo no primeiro jogo pelo Ipatinga, perdendo de 3 a 1 para o time mineiro no Robertão.
Em 2007 o tricolor também não fez uma boa campanha pelo Capixabão e terminou a sua participação na sétima colocação.
Em 2008 o Serra voltaria a conquistar o Capixabão, o quinto da sua história, numa final disputada contra o Rio Bananal. Por ter melhor campanha na primeira fase, o tricolor jogava por dois resultados iguais e iria jogar a partida decisiva em casa. Porém no primeiro jogo no Estádio Conilon em Jaguaré, o Serra perdeu por 2 a 1 para o time do Norte que só dependeria de um empate no segundo jogo para ser campeão. Mas no na partida decisiva prevaleceu a camisa do tricolor, que mesmo não podendo atuar no Robertão que se encontrava interditado, venceu por 2 a 0 no Engenheiro Araripe, gols de Índio e Richard. O Serra disputou a Série C do Brasileiro ficando na 49ª colocação, 63 clubes participaram.
Em 2009 o Serra Enfrentou o CSA de Alagoas pela Copa do Brasil, e perdeu os dois jogos: 3 a 2 no Estádio da Estiva e 3 a 1 em Maceió, sendo eliminado pelo time alagoano. Pelo Capixabão o Serra encerrou a sua participação na oitava colocação.

### Anos 2010: Rebaixamento, retorno e títulos
Em 2010 o clube ficou na quinta posição do Estadual e em 2011 o Serra termina na lanterna do Capixabão com sete pontos em 14 partidas lembrando que não houve rebaixamento devido a desistências de Rio Bananal e Jaguaré. Porém no Capixabão de 2012 o Serra é rebaixado para a Segunda Divisão, mais uma vez amargando a lanterna do estadual somando dez pontos em 18 partidas.
Em 2013 o Serra tem pífia campanha  ficando na lanterna da Segunda Divisão Capixaba com apenas seis pontos em 12 partidas e na Série B de 2014 também não consegue o acesso à Primeira Divisão terminando na quarta colocação. Na Série B de 2015 não disputa devido à falta de recursos financeiros. Em 2016 retorna à disputa da Série B, termina na sexta colocação e não conquista vaga nas semifinais.
Na Série B de 2017, o Serra classifica-se às semifinais com quatro rodadas de antecipação.
Após cinco anos longe da primeira divisão, o Serra confirma o retorno eliminando o Estrela do Norte na semifinal.
O Serra torna-se campeão pela segunda vez da Segunda Divisão após 20 anos em final contra o Rio Branco VN.
No retorno à Série A do Capixabão em 2018, o Serra derrota o Espírito Santo de virada por 2 a 1 no Estádio Kleber Andrade. Na primeira fase, o Serra termina na liderança com uma campanha de sete vitórias, um empate e apenas uma derrota.
Na semifinal, elimina o Rio Branco VN e alcança a final do Capixabão.
Na final, mesmo perdendo o segundo jogo por 4 a 3 para o Real Noroeste no Estádio Kleber Andrade, o Serra volta a conquistar o título estadual dez anos depois por ter vencido o jogo de ida por 1 a 0.
Na Copa do Brasil de 2019, o Serra faz história, vence pela primeira vez em sua sexta participação nesta competição e classifica-se à segunda fase, fato que não ocorria para um clube capixaba desde 1994 com o extinto Linhares EC. O Serra derrotou por 1 a 0 com gol de Rael o tradicional clube paraense Remo no Estádio Robertão. Na segunda fase, o Tricolor Serrano é eliminado pelo Vasco da Gama no Estádio Kleber Andrade após derrota de 2 a 0.
Em sua primeira participação no Brasileiro da Série D de 2019, o Serra é derrotado pelo Brasiliense por 1 a 0 no Estádio Serejão em Taguatinga, Distrito Federal. Com uma campanha sem vitória, apenas dois pontos e um gol marcado, o Serra é eliminado da competição com a última colocação do grupo.
Em 2023, o clube foi eliminado no Campeonato Capixaba pelo Real Noroeste nas quartas de finais. Na Copa Espírito Santo, o clube se classificou para a fase final na segunda colocação, na fase final desbancou times como Pinheiros-ES, Porto Vitória e chegou a final contra o Rio Branco-ES, na final não tomou conhecimento e no final do jogo marcou mais 2 gols para sacramentar o título.
Em 2025, o Serra tentará o terceiro título do Campeonato Capixaba da Série B e o retorno a elite do futebol capixaba. E pela Copa ES buscará o bicampeonato..

## Títulos
Campeão Invicto
| ESTADUAIS  | ESTADUAIS                     | ESTADUAIS | ESTADUAIS                           |
|            | Competição                    | Títulos   | Temporadas                          |
| ---------- | ----------------------------- | --------- | ----------------------------------- |
|            | Campeonato Capixaba           | 6         | 1999, 2003, 2004, 2005, 2008 e 2018 |
|            | Copa Espírito Santo           | 1         | 2023                                |
|            | Campeonato Capixaba - Série B | 2         | 1997 e 2017                         |
| MUNICIPAIS |                               |           |                                     |
|            | Competição                    | Títulos   | Temporadas                          |
| Serra.     | Supercampeonato Serrano       | 4         | 1985, 1987, 1989 e 1996             |
| Serra.     | Taça Cidade da Serra          | 1         | 2001                                |

### Categorias de Base
- Campeonato Capixaba Sub-20: 3 (2003, 2018 e 2019).[35]

## Estatísticas

### Participações
|  | Participações em 2025 |

| Competição              | Competição          | Temporadas | Melhor campanha          | Estreia | Última | P | R |
| Espírito Santo (estado) | Campeonato Capixaba | 22         | Campeão (6 vezes)        | 1998    | 2024   |   | 2 |
| Espírito Santo (estado) | Série B             | 6          | Campeão (1997 e 2017)    | 1997    | 2025   | 2 |   |
| Espírito Santo (estado) | Copa Espírito Santo | 17         | Campeão (2023)           | 2003    | 2025   |   |   |
|                         | Copa Centro-Oeste   | 2          | 4º colocado (2001)       | 2001    | 2002   |   |   |
| Brasil                  | Série B             | 2          | 17º colocado (2000)      | 2000    | 2001   | – | 1 |
| Brasil                  | Série C             | 5          | 3º colocado (1999)       | 1999    | 2008   | 1 | – |
| Brasil                  | Série D             | 2          | 36º colocado (2024)      | 2019    | 2024   | – |   |
| Brasil                  | Copa do Brasil      | 6          | 2ª fase (2000[a] e 2019) | 2000    | 2019   |   |   |

Nota:
- a. ^  Entrou na competição diretamente na Segunda Fase.

### Últimas temporadas
| Campeão. Vice-campeão. Eliminado na semifinal. | Rebaixado à divisão inferior. Campeão e promovido à divisão superior. Promovido à divisão superior. |

## Símbolos

### Escudos
Ao longo se sua história, o Serra possuiu quatro escudos. O primeiro foi utilizado no período que compreende os anos de 1930 até o ano de 1980. O segundo até o ano 2000, o terceiro até 2010, o quarto e último até hoje.

## Futebol feminino
No primeiro jogo oficial do futebol feminino do clube, o Serra derrota o Alagoano por 3 a 0 em jogo válido pelo Campeonato Capixaba Feminino de 2019. Em seu último jogo na primeira fase, o tricolor serrano derrota o Feu Rosa de virada por 2 a 1, classificando às semifinais com uma campanha de três vitórias e apenas uma derrota. Nas semifinais, o Serra é eliminado pelo Prosperidade de Vargem Alta.

## Futebol soçaite
Em 2019 o Serra fecha parceria com a equipe do Unilog Futebol Clube por cinco anos para participar de competições de futebol 7. O Serra/Unilog, conhecido como Fúria Tricolor, foi o único representante brasileiro na Copa Libertadores de 2019, competição organizada pela Confederação Americana de Futebol 7, realizada em Lima, Peru. Na primeira fase da competição, a equipe classificou-se invicto no grupo com Quilmes da Colômbia, Azumi do Peru e Catarama do Equador. Na fase de mata-mata alcança a final eliminando os colombianos do Salamanca nas quartas de final e o Megacentro da Venezuela nas semifinais. Na final derrota os equatorianos do Colina por 3 a 1 e conquista o título inédito de forma invicta.
No Campeonato Metropolitano de 2019, o Serra/Unilog conquista o tricampeonato da competição, o primeiro da parceria recém-formada. O título veio com quatro vitórias e um empate. Na final venceu o Juventus de Nova Almeida por 4 a 2.
Na Copa Espírito Santo de 2019, o Serra/Unilog conquista também o tricampeonato da competição, o primeiro da parceria. Na final venceu o Real Madrid por 2 a 1, nos shoot-outs, após empate em 2 a 2 no tempo normal.

### Títulos
Campeão Invicto
| CONTINENTAIS            | CONTINENTAIS             | CONTINENTAIS | CONTINENTAIS |
|                         | Competição               | Títulos      | Temporadas   |
| ----------------------- | ------------------------ | ------------ | ------------ |
|                         | Copa Libertadores        | 1            | 2019         |
| ESTADUAIS               |                          |              |              |
|                         | Competição               | Títulos      | Temporadas   |
| Espírito Santo (estado) | Campeonato Metropolitano | 1            | 2019         |
| Espírito Santo (estado) | Copa Espírito Santo      | 1            | 2019         |